# 帕尼帕特塔拉夫阿恩萨尔
帕尼帕特塔拉夫阿恩萨尔（Panipat Taraf Ansar），是印度哈里亚纳邦Panipat县的一个城镇。总人口31204（2001年）。

## 人口
该地2001年总人口31204人，其中男性17205人，女性13999人；0—6岁人口4966人，其中男2721人，女2245人；识字率58.17%，其中男性为65.03%，女性为49.73%。